# Pelophylax saharicus
Espèce
Synonymes
- Rana esculenta var. saharica Boulenger, 1913
- Rana saharica Boulenger, 1913
- Rana zavattarii Scortecci, 1936
- Rana ridibunda riodeoroi Salvador & Peris, 1975 "1974"

Statut de conservation UICN

 LC  : Préoccupation mineure
Pelophylax saharicus est une espèce d'amphibiens de la famille des Ranidae.

## Répartition

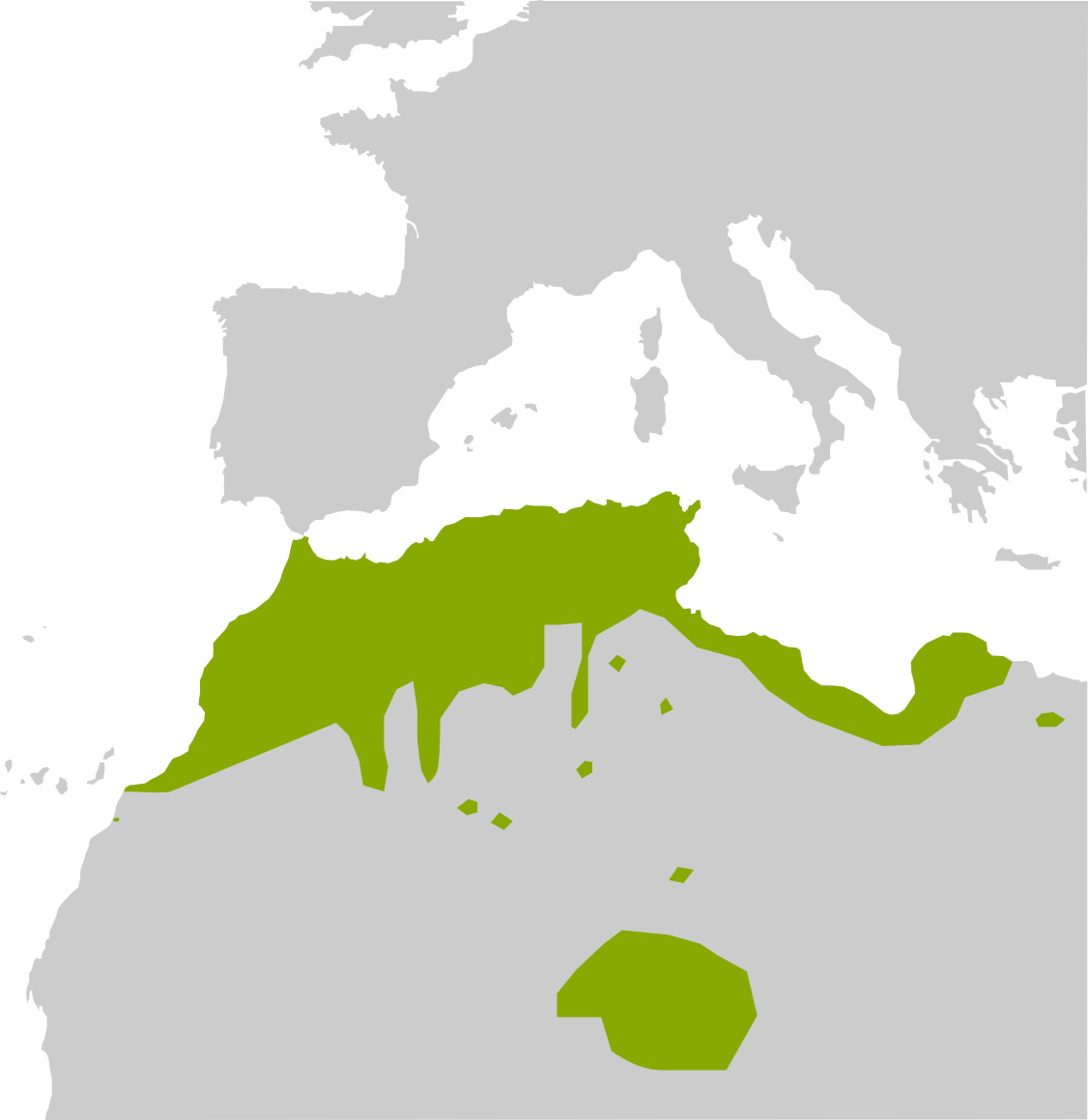
Distribution

Cette espèce se rencontre du niveau de la mer jusqu'à 2 670 m d'altitude en Afrique du Nord :
- dans le nord du Sahara occidental ;
- au Maroc ;
- dans les enclaves espagnoles de Ceuta et Melilla ;
- en Algérie ;
- en Tunisie ;
- dans le nord de la Libye ;
- dans le nord-ouest de l'Égypte dans l'oasis de Siwa.

## Taxinomie
Cette espèce, bien que souvent confondue avec Pelophylax perezi, en est génétiquement distincte.

## Étymologie
Cette espèce est nommée en référence au lieu de sa découverte, le Sahara.

## Publication originale
- Hartert, 1913 : Expedition to the Central Western Sahara V. Reptiles and amphibians. Novitates Zoologicae, Tring, vol. 20, p. 76-84 (texte intégral).